# 转向过度

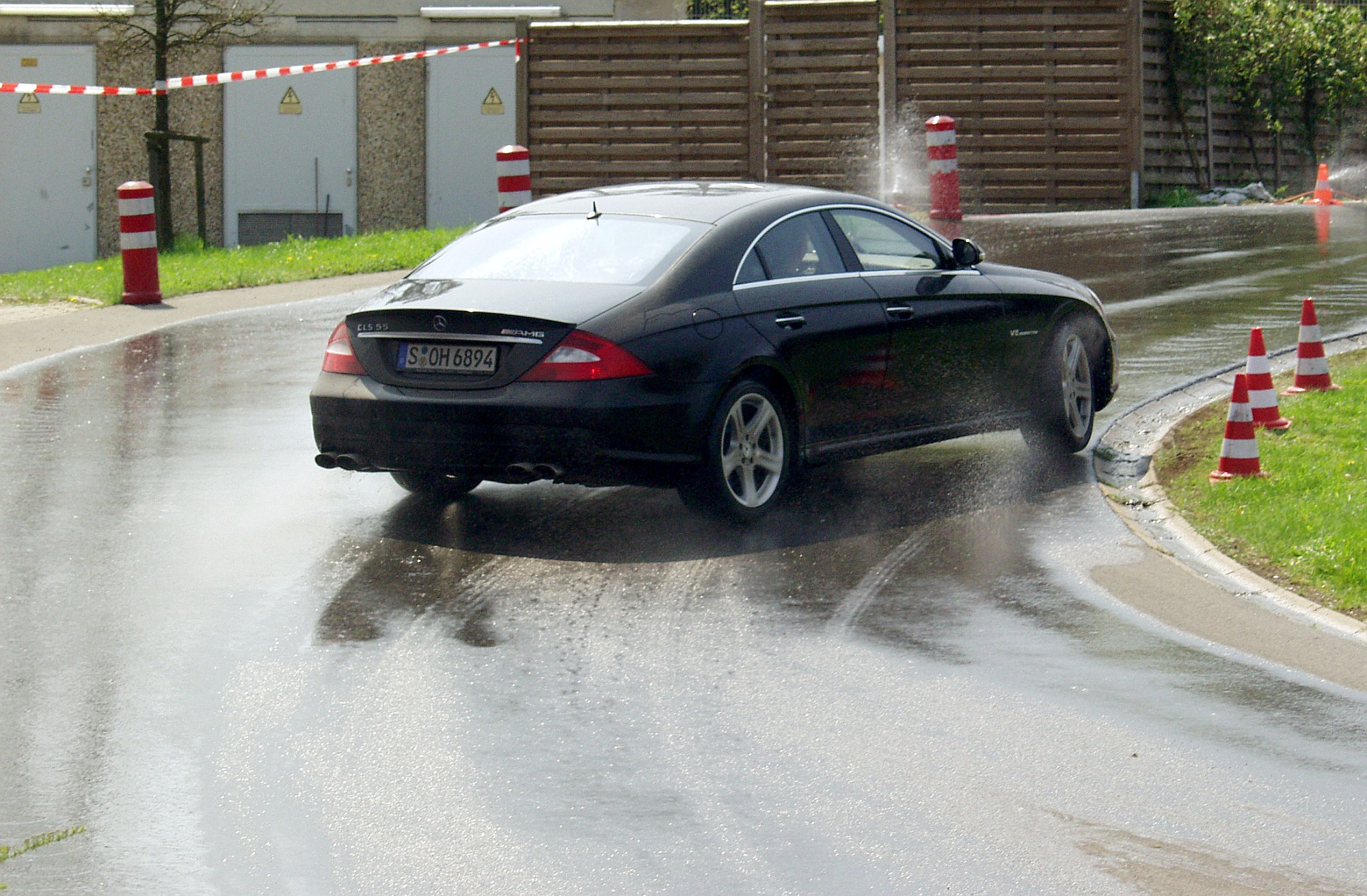
在潮溼地面轉向過度的汽車

转向过度（oversteering），俗稱甩尾，為車輛在彎中的實際轉向角度比前輪的轉動角度大，也就是後輪出現了向弯道外側滑動的現象。
通常，车辆进入衡定状态需要一定的速度，转向过度可以使车辆在较高的速度才进入衡定状态。一旦车辆进入衡定状态，车体扭转角度将无法随着转向轮角度增加而继续增加，此時方向盘变轻，即使增加转向角度，车体仍旧按照原先的线路行进而车体扭转角度不会变化。
这意味着，车手可以在更高的速度下按照自己所预期的线路通过弯道，然而过多的转向过度，使得车体容易发生旋转，就是通常说的打转了。
帶領福特勝過法拉利車隊，連贏四屆利曼24小時耐力賽的車隊經理卡羅·史密斯在他的書《駛向勝利》中指出賽車需要一點轉向不足，除非是在不良路面上才需要轉向過度。
可引起车辆转向过度的因素有以下几点：
1. 车体质量分配不平衡：平衡的车体质量分配应该为前后50:50，如果车体前部质量小于后部（质量分配<50:50，如40:60），车辆将表现为转向过度；反之如果车体前部质量大于后部（质量分配>50:50，如60:40），车辆将表现为转向不足。
2. 过低的前悬挂硬度（包括弹簧硬度、减震器硬度、防倾杆硬度）。
3. 过高的后悬挂硬度（包括弹簧硬度、减震器硬度、防倾杆硬度）。
4. 前侧倾点相对于后侧倾点过低。
5. 后侧倾点相对于前侧倾点过高。